# بي إم دبليو الفئة الأولى
بي إم دبليو الفئة الأولى هي سلسلة من السيارات الفخمة الصغيرة المصنعة من قبل الصانع الألماني بي إم دبليو منذ عام 2004م. وقد تم إنتاجها بأربعة طرازات مختلفة. وهي خليفة بي إم دبليو الفئة الثالثة الصغيرة وهي حاليًا في جيلها الرابع. تم إنتاجه في أشكال هاتشباك وكوبيه وكابريوليه.

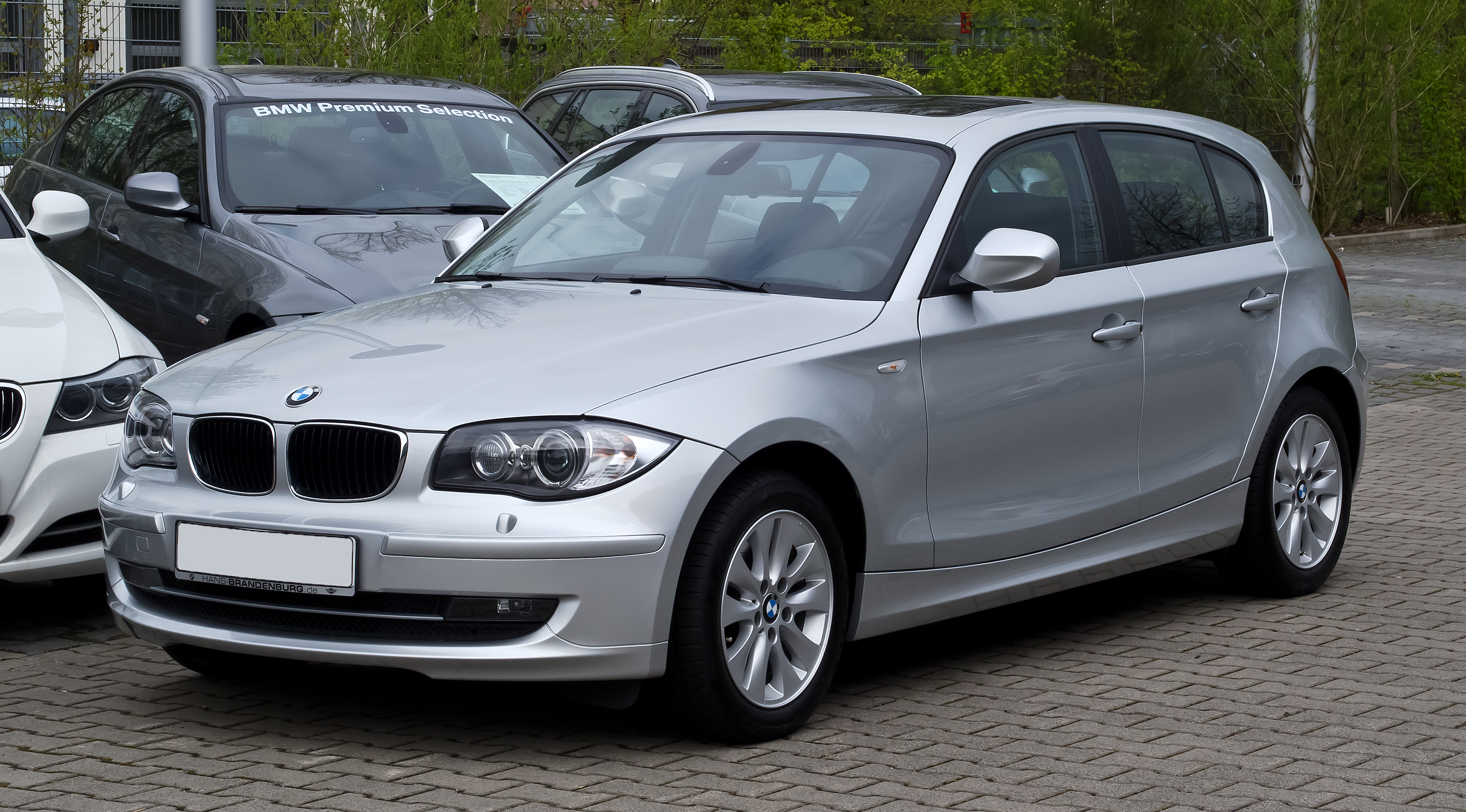
BMW 1 Series (E87)
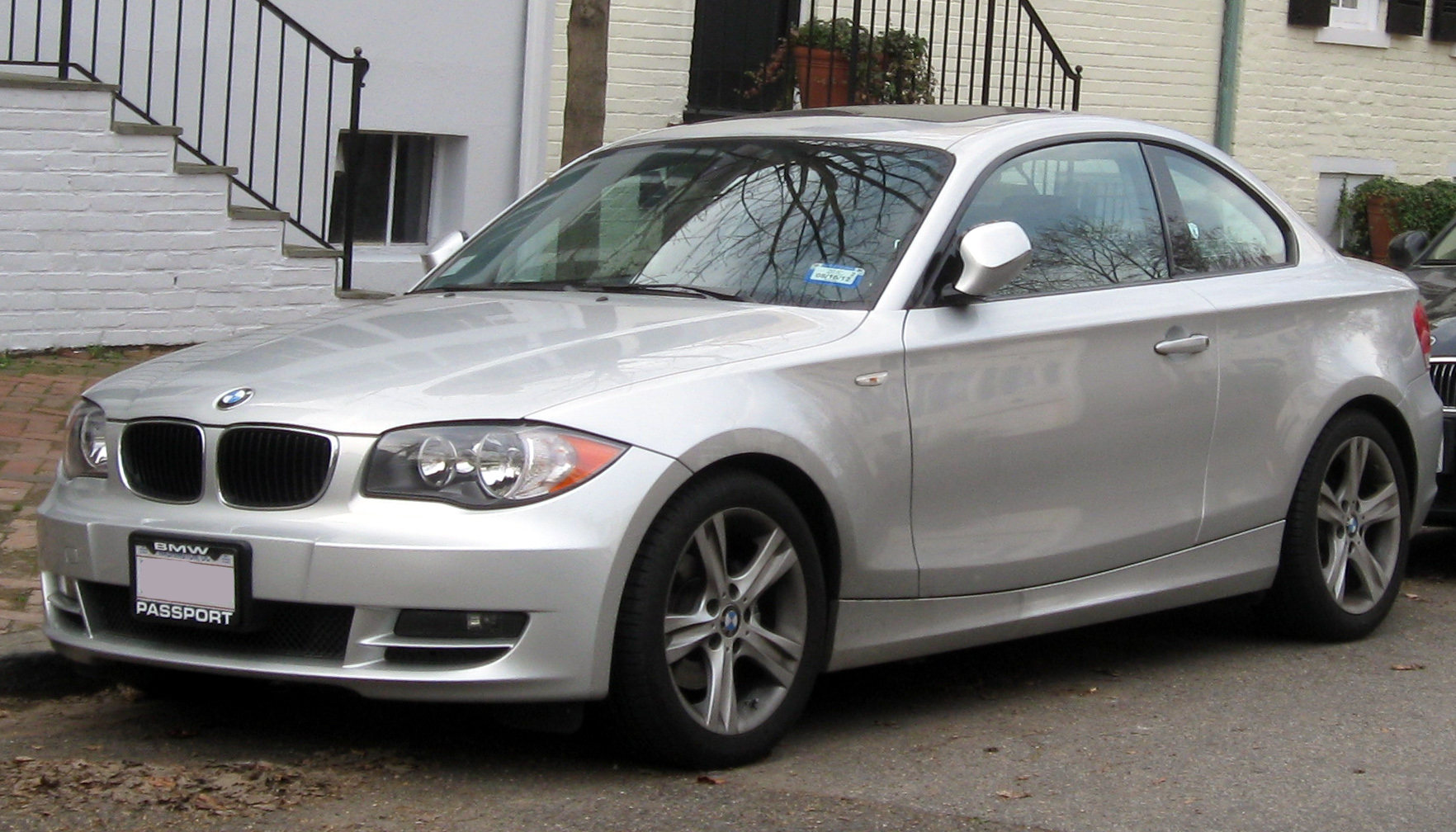
BMW 1 Series Coupé (E82)
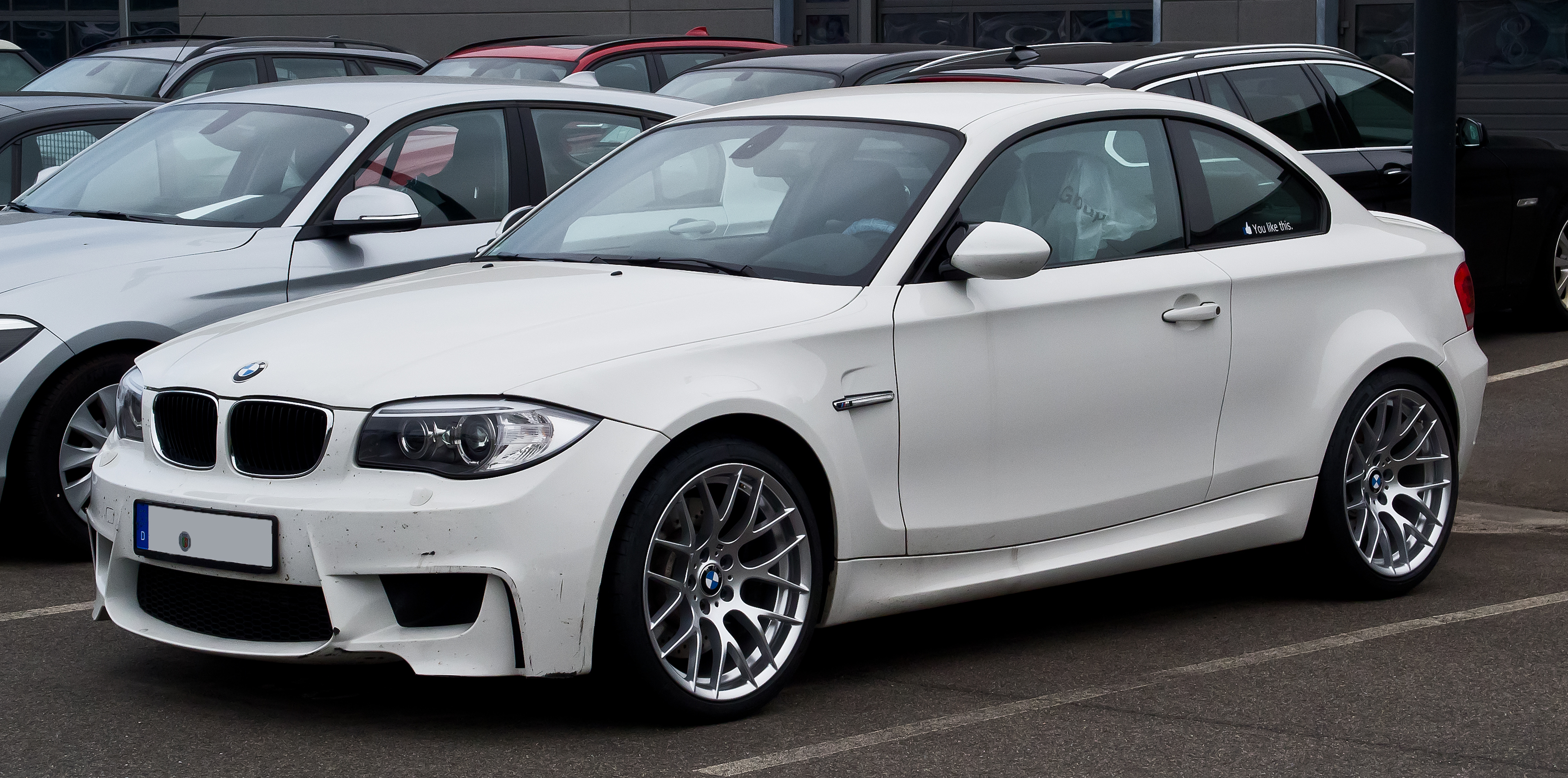
BMW 1 Series M Coupé (E82)
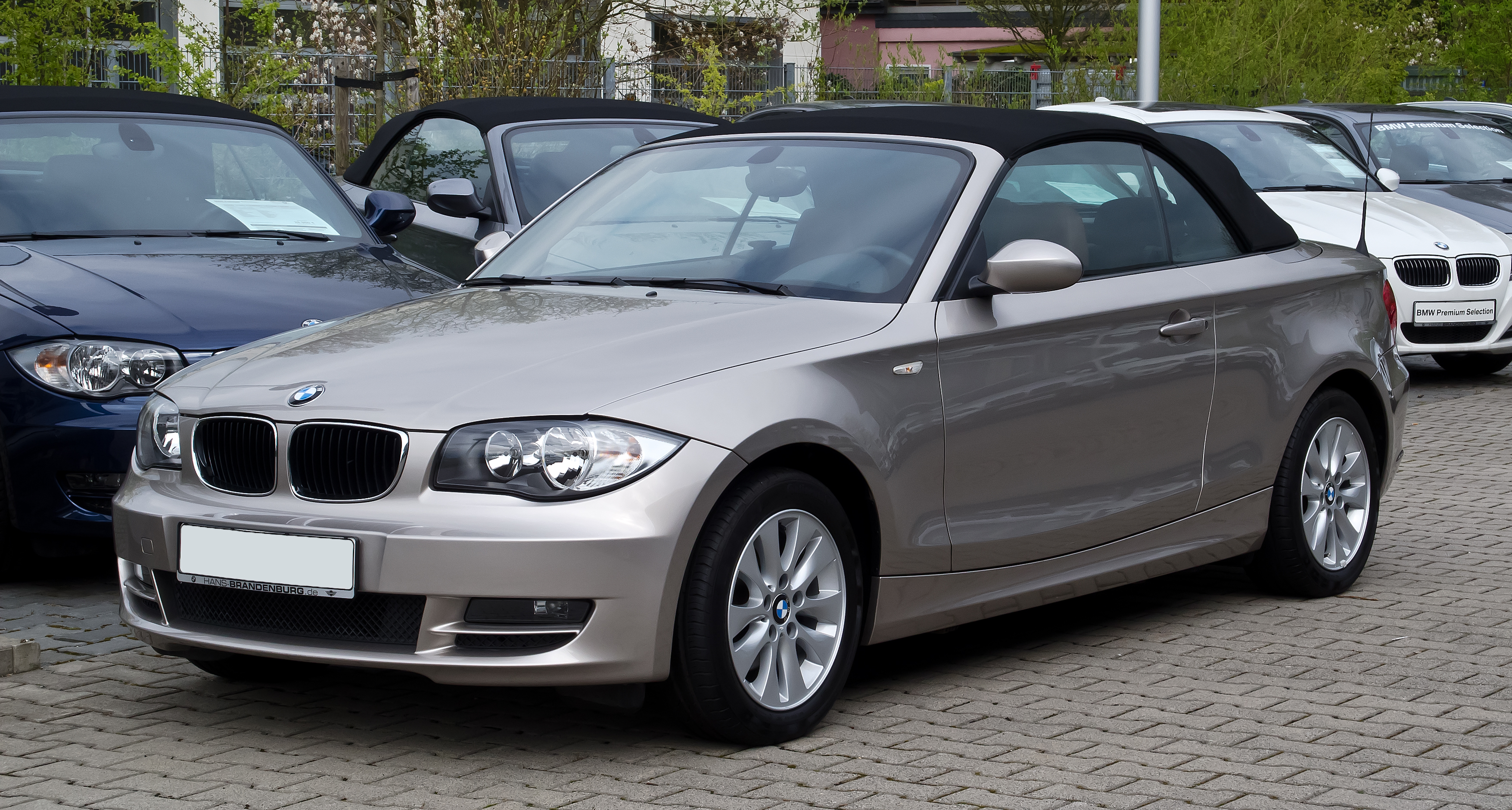
BMW 1 Series Cabriolet (E88)